# Trachystemon
Trachystemon es un género de plantas con flores perteneciente a la familia Boraginaceae. Comprende tres especies.

## Descripción
Son plantas herbáceas perennes, pequeñas y cubiertas de pelo abundante. Las flores son acosadas, en cimas sueltas. Son de color azul o blanco azulado. La corola tubular tiene  cinco lóbulos lineales cilíndricos. Lleva cinco estambres en la base y cinco glándulas de protección cubiertas de pelo.

## Taxonomía
El género fue descrito por David Don y publicado en Edinburgh New Philosophical Journal 13: 239. 1832.

## Especies
- Trachystemon creticum
- Trachystemon orientale
- Trachystemon orientalis